# Krupskoi (Ólguinskaia)
|  | Per a altres significats, vegeu «Krupskoi». |

Krupskoi - Крупской (rus) és un possiólok del krai de Krasnodar, a Rússia. Es troba a la vora dreta del rierol Singuili, prop de la seva desembocadura a la mar d'Azov. És a 32 km al sud-est de Primorsko-Akhtarsk i a 99 km al nord de Krasnodar.
Pertany a l'stanitsa d'Ólguinskaia.